# Стјуарт Пич
Сер Стјуарт Пич (енгл. Sir Stuart William Peach; Волсол, 22. фебруар 1956) је британски ваздухопловни и обавештајни официр, главни маршал ваздухопловства, некадашњи старији официр Краљевског ратног ваздухопловства. Био је командант ваздухопловства НАТО на Косову и Метохији 2000. године. Од 2016. до 2018. године је био начелник генералштаба Британских оружаних снага, а од 29. јуна 2018. године до јуна 2021. године је био начелник НАТО војног комитета. Пензионисан је у јуну 2021. године, а затим је именован за специјалног изасланика Велике Британије за Западни Балкан.